# Oost-Sumba (regentschap)
Het regentschap Oost-Sumba (Indonesisch: Kabupaten Sumba Timur), met een oppervlakte van 7000 km² is onderdeel van de provincie Oost-Nusa Tenggara (Indonesië) en ligt op het oostelijke deel van het eiland Sumba tussen 9 16' and 10 20' zuiderbreedte en tussen 119 45' en 120 52' oosterlengte. Het regentschap grenst in het noorden aan de Sawuzee en Straat Sumba, in het westen aan het regentschap West-Sumba en in het zuiden en oosten aan de Indische Oceaan. Er wonen ongeveer 190.000 mensen, dat is ongeveer één derde van de totale bevolking van Sumba. De bevolkingsdichtheid is 27 inwoners per km². 56 procent van de bevolking is jonger dan 24 jaar.

Oost-Sumba bestaat uit vijftien onderdistricten. De hoofdstad is Waingapu (± 11.000 inwoners).

## Transport
- De afstand tussen Waingapu en Waikabubak, de hoofdstad van West-Sumba, bedraagt 137 km. De busrit duurt twee à drie uur.
- Bij Waingapu ligt het vliegveld Mau Hau. Vanuit Denpasar op Bali zijn er twee vluchten per week door Pelita Air en één vlucht per week door Merpati Airlines. Een enkele reis kost ongeveer 700.000 rp (2007).

## Onderdistricten
- Haharu
- Kahaungu Eti
- Karera
- Lewa
- Matawai Lapau
- Nggaha Oriangu
- Paberiwai
- Pahunga Lodu
- Pandawai
- Pinu Pahar
- Rindi
- Tabundung
- Umalulu
- Waingapu
- Wulla Waijelu

## Taal
In Oost-Sumba worden, naast het Indonesisch, twee talen gesproken:
- Kamberaas (234.574 sprekers in Oost-Sumba). Het Kamberaas is de enige inheemse taal van Oost-Sumba en neemt het grootste taalgebied van Sumba in beslag.
- Savoenees (20.000 sprekers in Oost-Sumba). Het Savoenees is de oorspronkelijke taal van de Savoe-eilanden Savoe en Rai Jua, maar in de Oost-Sumbanese steden Waingapu (westen) en Melolo (oosten), beide aan de Straat Sumba, wordt deze taal eveneens gesproken.

## Klimaat
Oost-Sumba is beduidend droger dan West-Sumba dankzij het droge seizoen van bijna zeven maanden (april t/m oktober). De jaarlijkse neerslag bedraagt slechts 800 tot 1100 mm waardoor het landschap dor en droog is. Er zijn vaak grote sprinkhaanplagen.

## Gezondheidszorg
Malaria en tuberculose zijn endemisch op Oost-Sumba